# Aktiv, passiv und vielseitig

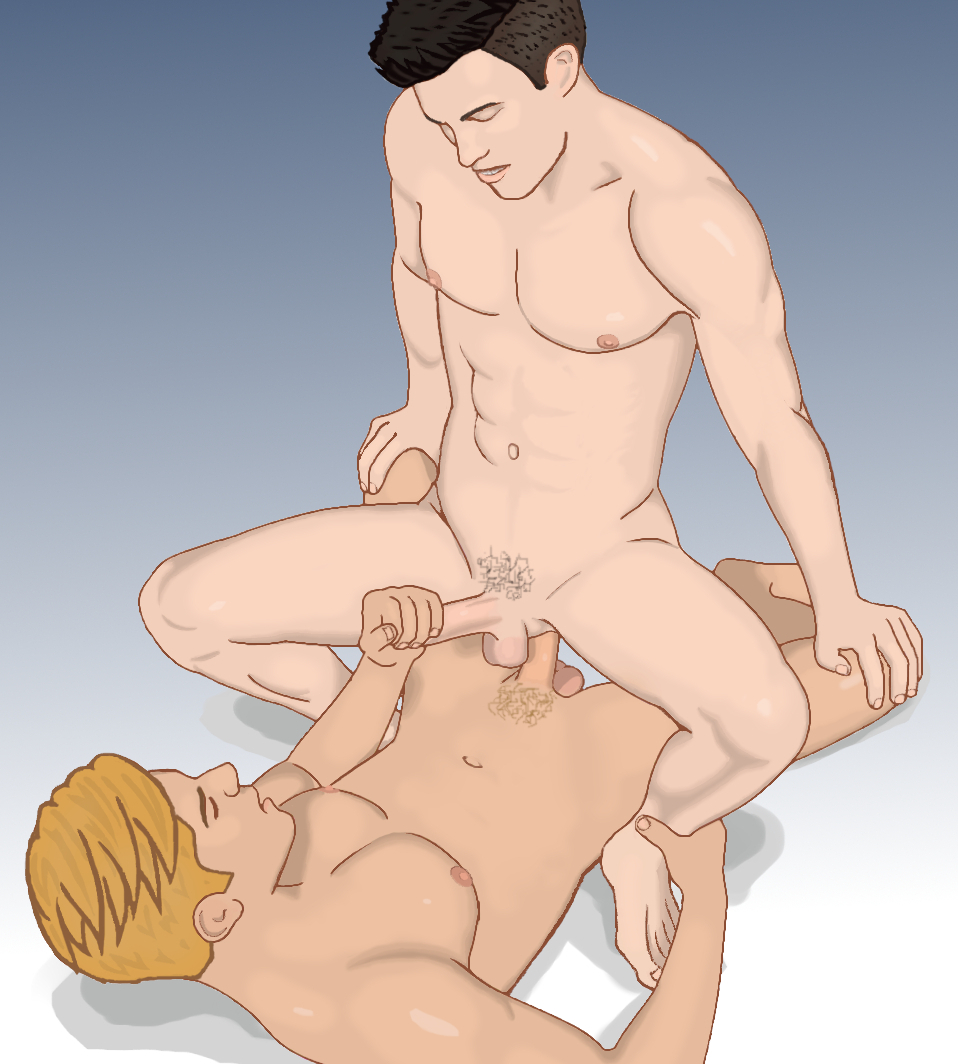
Ein sexueller Akt zwischen zwei Männern, bei dem der liegende „aktiv“ und der obere „passiv“ ist

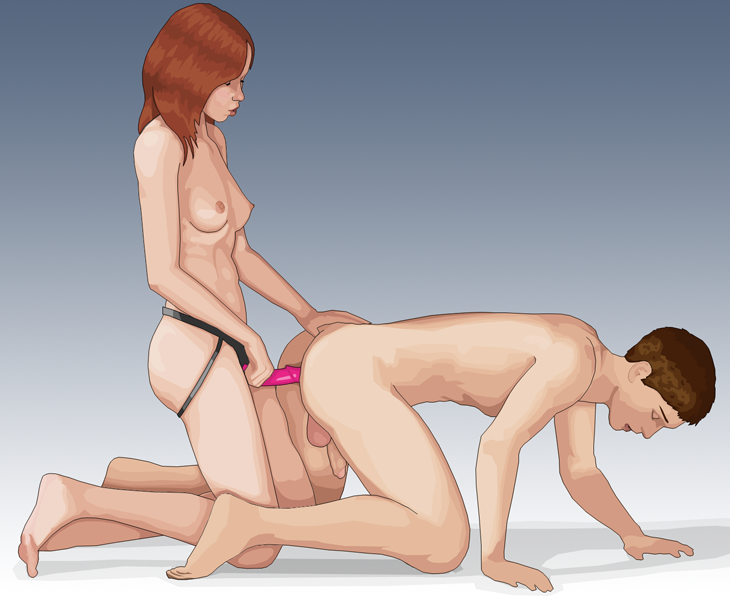
Beim Pegging spielt die Frau die aktive Rolle

Innerhalb menschlicher Sexualität im Zusammenhang mit dem Eindringen in eine Körperöffnung zu sexuellen Zwecken lassen sich die Rollen aktiv, passiv und vielseitig unterscheiden. Die Rolle des Aktiven (engl. Top) übernimmt die Person, die eindringt; die des Passiven (Bottom) diejenige, die penetriert wird; und die des Vielseitigen (Versatile) die Person, die beide Rollen einnehmen kann, d. h. eindringen und penetriert werden. Diese Rollen werden auch oft als Dominanz und Unterwerfung verstanden, insbesondere im Zusammenhang mit BDSM-Rollen, wo der Aktive eine dominante Rolle und der Passive eine unterwürfige Rolle einnimmt, obwohl dies nicht immer der Fall ist. Mit anderen Worten: Während sich die aktiven, passiven und vielseitigen Rollen auf körperliche sexuelle Interaktionen beziehen, sind die Rollen Dominant, Devot und Switch vor allem auf emotionale und psychologische Aspekte ausgerichtet.
Obwohl es nicht nur im LGBT-Jargon vorkommt, wird es von ihnen häufig zur Definition sexueller Aktivität verwendet, da es zwischen zwei Menschen des gleichen Geschlechts – insbesondere zwischen Männern, die sexuelle Aktivitäten mit Männern haben – nicht explizit ist. Dies trägt zur Unterstützung bei der Partnersuche bei, indem es Transparenz hinsichtlich der sexuellen Vorstellungen und Grenzen der jeweiligen Person schafft. Zudem ist es ein elementarer Bestandteil der persönlichen Identität als Selbstkonzept und steht im Kontext kultureller Gepflogenheiten innerhalb queerer Subkulturen. Laut eigenen Angaben hat die Gay-Dating-Plattform PlanetRomeo Nutzerbefragungen und Profilanalysen zu diesem Thema durchgeführt. Demnach gaben die überwiegende Mehrheit der Nutzer an, vielseitig tätig zu sein, wobei dieser Anteil zwischen 40 und 50 Prozent liegt. Etwa 25 bis 30 Prozent der Befragten sehen sich ausschließlich in einer aktiven Rolle, während ungefähr 20 bis 25 Prozent lediglich in der passiven Rolle tätig sind. Diese Daten und Anteile variieren im Durchschnitt je nach Land und Region.
Gemäß dem Hanky-Code kann das Tragen eines Taschentuchs in der Gesäßtasche der Hose Aufschluss über die jeweilige Geschlechtsrolle geben: linksseitig für die aktive Rolle, rechtsseitig für die passive Rolle.